# Gareth Murray
Gareth Murray (nacido el 23 de septiembre de 1984 en Arbroath), es un jugador de baloncesto escocés que actualmente pertenece a la plantilla de los Glasgow Rocks de la BBL, la máxima división británica. Con 2,01 metros de altura juega en la posición de Alero. Es internacional absoluto con Gran Bretaña.

## Inicios
Se formó en la cantera de los Arbroath Musketeers escoceses (1996-2002).

## Escuela secundaria
En 2002 con 18 años, se marchó a Estados Unidos para unirse al Pennfield Senior High School, situado en Battle Creek, Míchigan, donde jugó una temporada (2002-2003).
A final de temporada recibió una mención honorable Detroit Free Press Prep.

## Universidad
Tras graduarse en 2003, asistió durante dos años (2003-2005) al Kalamazoo Valley Community College (es un community college de dos años), situado en Kalamazoo, Míchigan, perteneciente a la División II de la NJCAA. 

### Freshman
En su primera temporada, su año freshman (2003-2004), jugó 17 partidos con los Cougars con un promedio de 3,1 puntos (52,7 % en tiros de 2 y 33 % en triples) y 2,6 rebotes. Fue el 4.º máximo reboteador del equipo.

### Sophomore
En su segunda y última temporada, su año sophomore (2004-2005), jugó 12 partidos con los Cougars con un promedio de 7 puntos (36 % en triples y 75 % en tiros libres), 2,6 rebotes, 1,2 asistencias y 1,2 robos. Tuvo el 5.º mejor % de triples y de tiros libres y fue el 2.º en robos del equipo.

### Promedios
Disputó un total de 29 partidos con los Kalamazoo Valley Cougars entre las dos temporadas, promediando 4,7 puntos (35,7 % en triples y 56,2 % en tiros libres), 2,6 rebotes y 1 asistencia.

## Trayectoria profesional

### Scottish Rocks
Su primer equipo como profesional fueron los Scottish Rocks escoceses (pertenecientes a la British Basketball League), donde jugó en la temporada 2005-2006.
Disputó 26 partidos de liga con el conjunto de Glasgow, promediando 1,5 puntos (33,3 % en triples) y 0,7 rebotes.

### Dunfermline Reign
Terminó la temporada 2005-2006 cedido en los Dunfermline Reign escoceses (pertenecientes a la Liga Nacional de Baloncesto de Escocia).

### Regreso a los Scottish Rocks
Tras terminar su cesión, volvió a los Scottish Rocks, donde estuvo los siguientes tres años (2006-2009).
En su segunda temporada (2006-2007), jugó 35 partidos de liga con un promedio de 6,1 puntos (33,3 % en triples) y 3,2 rebotes.
En su tercera temporada (2007-2008), jugó 32 partidos de liga con un promedio de 7,3 puntos (32,1 % en triples y 71,4 % en tiros libres) 4,3 rebotes y 1,2 asistencias.
En su cuarta temporada (2008-2009), jugó 33 partidos de liga con un promedio de 13,8 puntos (34,3 % en triples y 85,5 % en tiros libres), 4,4 rebotes, 1,7 asistencias y 1,3 robos.
Disputó un total de 100 partidos de liga con el cuadro de Glasgow entre las tres temporadas, promediando 9 puntos (33,2 % en triples), 3,9 rebotes y 1 asistencia.

### Breve paso por el Perak Farmcochem
Terminó la temporada 2008-2009 en el Perak Farmcochem malayo.
Disputó 7 partidos de liga con el conjunto de Ipoh, promediando 20,1 puntos (38,3 % en triples y 65 % en tiros libres), 12,6 rebotes, 2 asistencias, 2,5 robos y 1 tapón.
Fue el máximo reboteador de la Liga Nacional de Baloncesto de Malasia.

### SAMG Verve Scottish Rocks
Jugó en la temporada 2009-2010 en los SAMG Verve Scottish Rocks.
Disputó 32 partidos de liga con el cuadro de Glasgow, promediando 10,7 puntos (50,5 % en tiros de 2, 32,5 % en triples y 69,5 % en tiros libres), 5 rebotes, 2,2 asistencias y 1 robo en 30,9 min de media.

### Otro breve paso por el Perak Farmcochem
Terminó la temporada 2009-2010 en el Perak Farmcochem malayo (por 2.ª vez).
Promedió en liga 14,3 puntos (64,7 % en tiros de 2, 35,2 % en triples y 62,3 % en tiros libres), 8,2 rebotes, 2,1 asistencias y 1,5 robos y en play-offs 20,2 puntos (57,6 % en tiros de 2, 43 % en triples y 74,3 % en tiros libres), 9 rebotes, 5,3 asistencias y 2 robos.

### Cheshire Jets
Fichó por los Cheshire Jets británicos para la temporada 2010-2011.
Disputó 36 partidos de liga con el conjunto de Chester, promediando 10,6 puntos (39,2 % en triples y 67,8 % en tiros libres), 4,8 rebotes, 2,3 asistencias y 1,7 robos en 31,9 min de media.

### Vuelta a los Glasgow Rocks (por 3.ª vez)
Los siguientes tres años (2011-2014) los jugó en los Glasgow Rocks, club con el que debutó como profesional.
En su primera temporada (2011-2012), jugó 37 partidos de liga con un promedio de 12,6 puntos (31,8 % en triples y 68,9 % en tiros libres), 5 rebotes y 2,6 asistencias en 34,8 min de media.
En su primera temporada (2012-2013), jugó 35 partidos de liga con un promedio de 12,2 puntos (35 % en triples y 86,2 % en tiros libres), 6 rebotes, 3,1 asistencias y 1,1 robos en 33,1 min de media.
Fue elegido 5 veces en el mejor quinteto de la jornada de la British Basketball League (jornadas 1, 8, 13, 17 y 28) y a final de temporada recibió una mención honorable British Basketball League.
En su tercera y última temporada (2013-2014), jugó 33 partidos de liga con un promedio de 12,5 puntos (32,8 % en triples y 80,6 % en tiros libres), 4,3 rebotes, 3,1 asistencias y 1 robo en 33,2 min.
Disputó un total de 105 partidos de liga con el cuadro de Glasgow entre las tres temporadas, promediando 12,4 puntos (33,2 % en triples y 78,5 % en tiros libres), 5,1 rebotes, 2,9 asistencias y 1 robo en 33,7 min de media.

### Regreso a los Cheshire Phoenix
El 18 de septiembre de 2014, firmó para la temporada 2014-2015 por los Cheshire Phoenix (regresando por 2.ª vez al club), pero abandonó el equipo en octubre de 2014.
Disputó 5 partidos de liga con el conjunto de Chester, promediando 11,8 puntos (38,9 % en triples), 5,2 rebotes y 3,2 asistencias en 34,8 min de media.

### Vendée Challans Basket
El 21 de octubre de 2014, fichó por el Vendée Challans Basket de la Nationale Masculine 1 (3.ª división francesa) para el resto de temporada 2014-2015, dejando el equipo en febrero de 2015.
Disputó 9 partidos de liga con el cuadro de Challans, promediando 11,6 puntos (61,8 % en tiros de 2, 31,6 % en triples y 66,7 % en tiros libres), 3,1 rebotes y 1,1 robos en 25,8 min de media.

### Plymouth University Raiders
El 14 de febrero de 2015, firmó por los Plymouth University Raiders británicos hasta el final de la temporada 2014-2015.
Disputó 18 partidos de liga con el conjunto de Plymouth, promediando 10,9 puntos (80,6 % en tiros libres), 6,3 rebotes, 2,9 asistencias y 1,3 robos en 34,5 min de media.

### Angers BC 49
El 19 de junio de 2015, fichó por el Angers BC 49, también de la Nationale Masculine 1, para la temporada 2015-2016.
Disputó 38 partidos de liga con el cuadro de Angers, promediando 8,3 puntos (32,8 % en triples y 75,5 % en tiros libres), 3,1 rebotes y 1,1 asistencias en 23,4 min de media.

### Regreso a los Glasgow Rocks (por 4.ª vez)
El 7 de julio de 2016, los Glasgow Rocks anunciaron su fichaje para la temporada 2016-2017, volviendo de esta manera por 4.ª vez al club.

## Selección escocesa

### Categorías inferiores
Disputó con las categorías inferiores de la selección escocesa el Europeo Sub-16 División C de 2000, donde Escocia se colgó la medalla de oro tras quedar 1.ª del grupo y el Europeo Sub-18 División C de 2003, donde Escocia se colgó la medalla de plata tras quedar 2.ª del grupo.
En el Europeo Sub-16 División C de 2000 jugó 4 partidos con un promedio de 11,5 puntos (57,1 % en tiros de 2, 35,3 % en triples y 100 % en tiros libres), 1,3 rebotes, 1,8 asistencias y 2 robos en 18 min de media. Fue el máximo asistente de su selección.
Finalizó el Europeo Sub-16 División C de 2000 con el 6.º mejor % de triples y de tiros de campo (47,4 %) y fue el 2.º en triples por partido (1,5 por partido), el 5.º máximo asistente, el 8.º en tiros de campo anotados por partido (4,5 por partido), el 10.º máximo anotador y el 15.º en robos y en tiros de 2 anotados por partido (3 por partido).

### Absoluta
Debutó con la selección de baloncesto de Escocia en el verano de 2005.

#### 2006
Disputó los Commonwealth Games de 2006, celebrados en Melbourne, Australia, donde Escocia quedó en 6.ª posición.
Promedió 14 puntos y 7 rebotes.

#### 2008
Disputó el Campeonato Europeo División C de 2008, celebrado en Edinburgh, Escocia, donde Escocia se colgó la medalla de bronce tras derrotar por 90-76 a la Selección de baloncesto de Andorra.
Jugó 5 partidos con un promedio de 14 puntos (36 % en triples y 70 % en tiros libres), 6,6 rebotes, 2,8 asistencias y 1,6 robos en 30,4 min de media. Fue el máximo anotador y taponador y el 1.º en robos de su selección. También fue el capitán de su selección.
Finalizó el Campeonato Europeo División C de 2008 con el 13.º mejor % de triples y de tiros de 2 (47,4 %) y el 15.º mejor % de tiros de campo (42,9 %) y fue el 4.º máximo taponador (0,8 por partido), el 9.º en triples anotados por partido (1,8 por partido), el 10.º en tiros de campo anotados por partido (5,4 por partido), el 11.º máximo anotador y asistente y el 11.º en robos y en tiros de 2 anotados por partido (3,6 por partido), el 12.º en rebotes defensivos por partido (5 por partido), el 15.º máximo reboteador y el 16.º en min por partido.

#### 2012
Disputó el Campeonato Europeo de los países pequeños de 2012, celebrado en Serravalle, San Marino, donde Escocia quedó en 6.ª posición.
Jugó 4 partidos con un promedio de 14,3 puntos (73,1 % en tiros libres), 6 rebotes, 3,3 asistencias y 3,5 robos en 33,3 min de media. Fue el 1.º en robos de su selección.
Finalizó el Campeonato Europeo de los países pequeños de 2012 con el 8.º mejor % de tiros libres, el 16.º mejor % de tiros de campo (36,7 %) y el 19.º mejor % de tiros de 2 (41 %) y fue el 1.º en robos por partido, el 2.º en min por partido, el 3.º en tiros libres anotados por partido (4,8 por partido) y en faltas recibidas por partido (5,3 por partido), el 5.º máximo asistente, el 7.º máximo anotador, el 10.º en tiros de 2 anotados por partido (4 por partido), el 8.º en rebotes defensivos por partido (5 por partido), el 11.º máximo reboteador y el 11.º en tiros de campo anotados por partido (4,5 por partido) y el 15.º máximo taponador (0,3 por partido).

## Selección británica

### 2013
Debutó con la selección de baloncesto de Gran Bretaña en el EuroBasket 2013, celebrado en Eslovenia, donde Gran Bretaña quedó en 17.ª posición.
Jugó 4 partidos con un promedio de 1,5 puntos (40 % en triples) y 0,8 rebotes en 11 min de media.

### 2014
Disputó la 2.ª fase de clasificación para el EuroBasket 2015, no consiguiendo Gran Bretaña clasificarse.
Jugó 4 partidos con un promedio de 2,3 puntos (60 % en triples) y 1 rebote en 16,3 min de media.